# ورزشگاه مونیفیپال چاپین

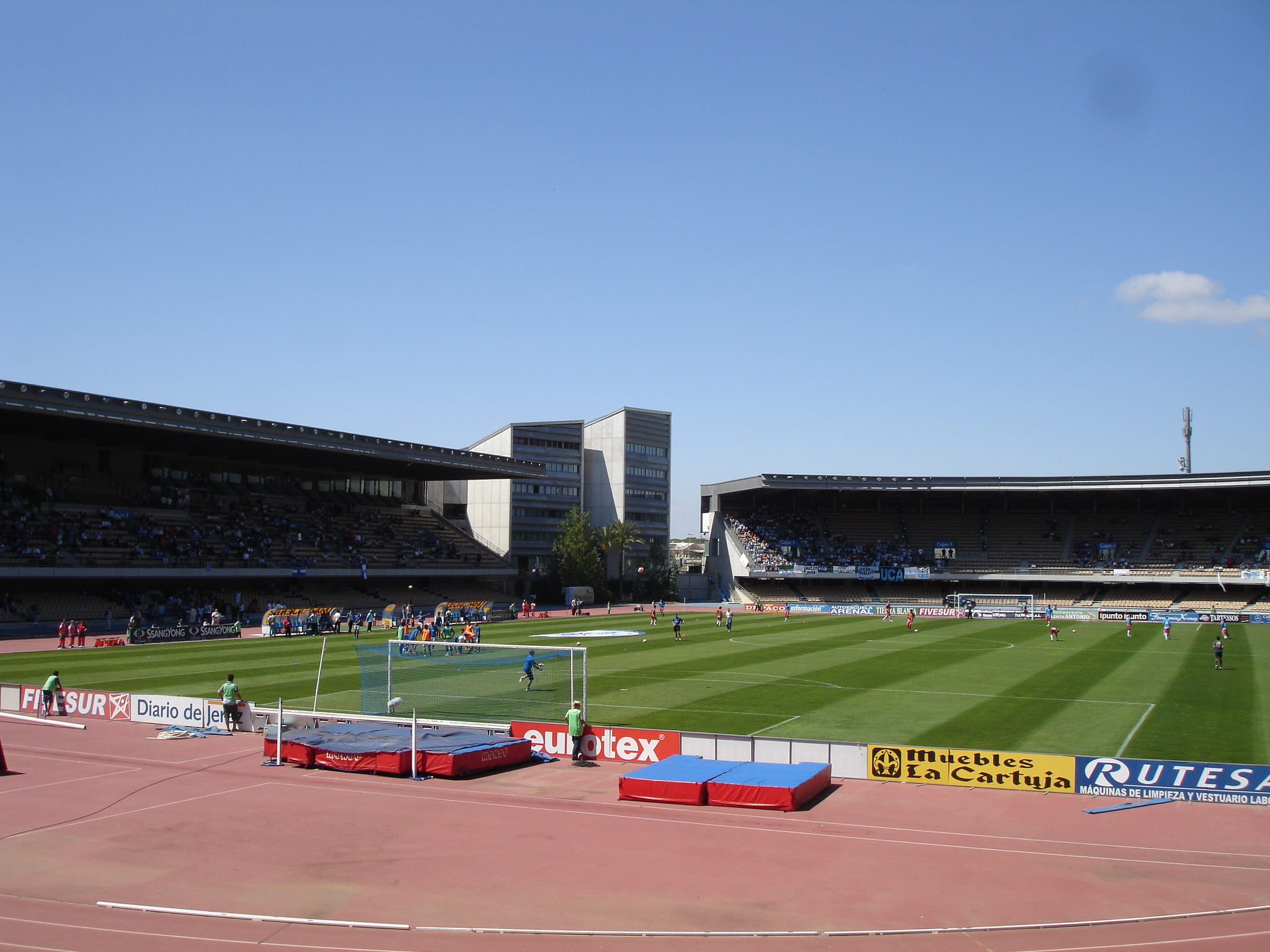
نمایی دیگر از این ورزشگاه

ورزشگاه مونیفیپال چاپین (به اسپانیایی: Estadio Municipal de Chapín) با ظرفیت ۲۲٬۰۰۰ نفر یکی از ورزشگاه‌های فوتبال کشور اسپانیا است که در شهر خرزدلا فرونترا ایالت اندلس واقع شده‌است. این ورزشگاه در سال ۱۹۸۸ بازگشایی شد و در حال حاضر بازی‌های خانگی باشگاه فوتبال خرز در آن برگزار می‌گردد.